# Cambises I

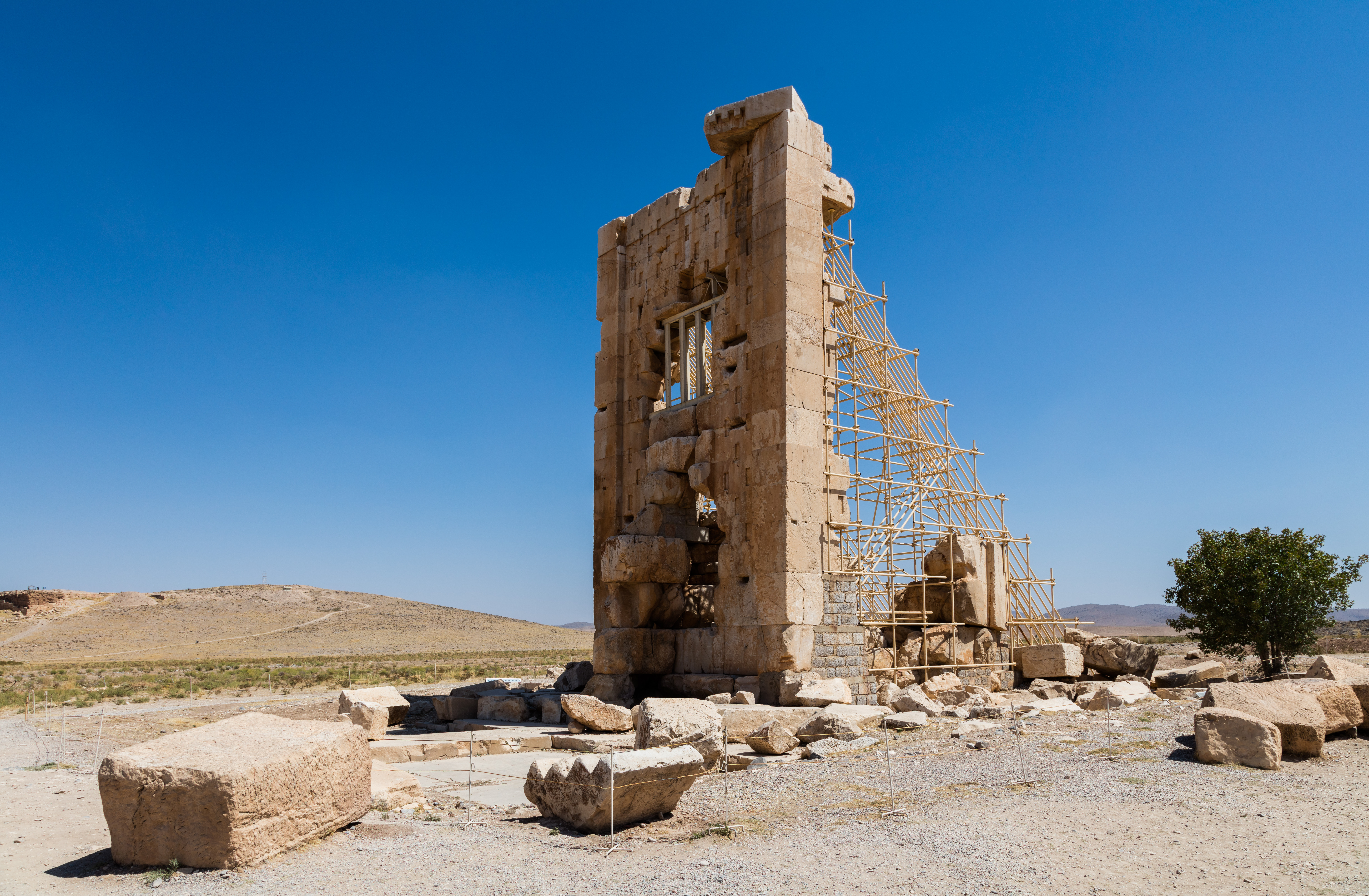
Ruinas relacionadas con Cambises I.

Cambises I (en persa antiguo: 𐎣𐎲𐎢𐎪𐎡𐎹 Kabūjiya, en griego antiguo: 'Καμβύσης, en latín: Cambyses) fue un rey persa de Anshan (600 a. C. – 559 a. C.), padre de Ciro II el Grande, el que sería posteriormente el fundador del Imperio aqueménida.

## Rey de Anshan
Cambises lideraba los grupos persas que habitaban en torno a la ciudad elamita de Anshan, cerca de la actual Shiraz, el área conocida como Parsa (en persa) o Persis (en griego), en lo que había sido la región más oriental del reino de Elam. Tanto Cambises I como su padre Ciro I y su hijo Ciro II utilizaban el título de «rey de Anshan».
De acuerdo con la genealogía tradicional, basada en Heródoto y la Inscripción de Behistún, Cambises pertenecía a la dinastía aqueménida, la cual habría gobernado en la región desde el siglo VIII a. C. Es probable que, como lo indican los historiadores griegos Heródoto y Ctesias, en la época de Cambises los persas hayan sido vasallos de los medos, aunque de hecho no existen datos contemporáneos que lo confirmen.
No está claro en qué momento Cambises sucedió a su padre Ciro I. Fuentes asirias informan que cierto Kurash de Parsumash envió a su hijo mayor a Asiria con tributo en el año siglo VII a. C. Si es posible identificar a Kurash de Parsumash con Ciro I de Anshan, habría que situar la sucesión alrededor del siglo VI a. C. De todos modos, se ha señalado que dicha identificación es difícil desde el punto de vista cronológico, ya que hay una distancia temporal muy grande entre el 639 a. C. y el siglo VI a. C., fecha segura de la muerte de Cambises.
Según ciertas inscripciones supuestamente halladas en Hamadán, Arsames, miembro de una rama colateral de los aqueménidas y abuelo del futuro rey Darío I, habría sido «rey de Persia» mientras su primo Cambises reinaba en Anshan. No obstante, se ha puesto en duda la autenticidad de dichas inscripciones, las que podrían ser obra de reyes persas posteriores, o de falsificadores modernos.

## En los historiadores clásicos
Como padre de Ciro el Grande, Cambises es un personaje frecuente en los relatos de los historiadores clásicos. Heródoto conoce cuatro historias que circulaban en relación con el origen de Ciro, pero solo cuenta la que considera más creíble. Según ella, el poderoso rey medo Astiages, temeroso de ser destronado por su nieto a raíz de unos sueños premonitorios, evitó dar a su hija Mandana en matrimonio de uno de los grandes nobles medos. Por el contrario, casó a Mandana con su vasallo el persa Cambises, el cual no podría haberle hecho sombra. A pesar de todo, Ciro, el hijo de la pareja, cuando creció se convirtió en rey de los persas y, cumplíéndose la premonición, derrotó y encarceló a su abuelo Astiages.
Si bien el relato de Heródoto posee muchos elementos legendarios, algunos datos, como la relación de vasallaje entre medos y persas o el matrimonio entre Mandana y Cambises, son considerados plausibles. Cabe destacar, de todos modos, que, según Heródoto, Mandana era hija de la princesa lidia Arienis, casada con Astiages. De esta forma, Ciro el Grande era el heredero legítimo tanto de Media como de Lidia, los reinos que conquistaría, por lo que se podría considerar a la historia como un invento de la propaganda oficial persa.
El personaje de Cambises también aparece en la Ciropedia o Educación de Ciro de Jenofonte, una construcción filosófica y ficticia cuyo fin es presentar a Ciro como el rey ideal.

### Babilónicas y persas
No se han preservado inscripciones del propio Cambises, pero sí es mencionado frecuentemente en inscripciones babilonias del reinado de su hijo Ciro:
- El Cilindro de Ciro: «Ciro, hijo de Cambises, gran rey, rey de Anshan, nieto de Ciro, gran rey, rey de Anshan».
- Una inscripción hallada en Ur: «Ciro, hijo de Cambises, rey de la tierra de Anshan».
- Una inscripción sobre ladrillos hallada en Uruk: «Ciro, hijo de Cambises, rey poderoso».

A su vez, es nombrado en una de las inscripciones en persa antiguo de Pasargada, las que, a pesar de estar escritas a nombre de Ciro, probablemente datan en realidad del reinado de Darío I.
- Inscripción de Pasargada CMb: «Ciro, hijo de Cambises el rey, un aqueménida».

### Clásicas
Por último, Cambises aparece en los siguientes textos clásicos:
- Diodoro Sículo, Biblioteca histórica IX 23.
- Heródoto, Historias I 107-108.
- Jenofonte, Ciropedia I 2, 1; 4, 25; 5, 2; 6, 16-17, 22; II 1, 1; VIII 5, 21, 27.
- Marco Juniano Justino, Epítome de la Historias Filípicas de Pompeyo Trogo I 4.